# 菲施泰謝湖
49°51′18″N 8°42′00″E / 49.8551°N 8.7000°E

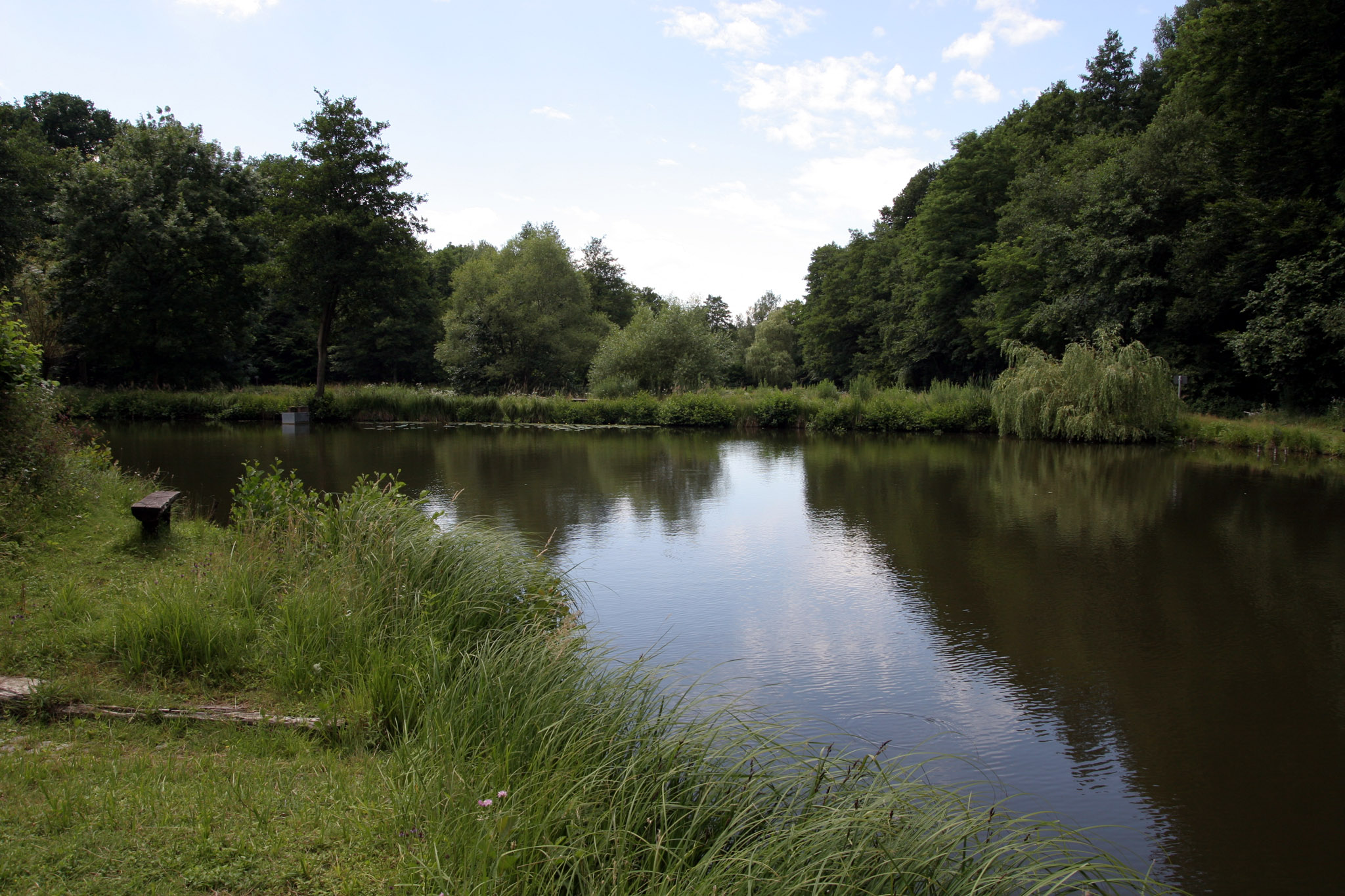

菲施泰謝湖（德語：Fischteiche），是德國的人工湖泊，位於該國中部，由黑森州負責管轄，處於達姆施塔特，該湖泊長0.35公里、寬0.1公里，面積為0.02平方公里。